# Нектарий (Цилис)
Митрополи́т Некта́рий Ци́лис (греч. Μητροπολίτης Νεκτάριος Τσίλης; 1969, Додони, Греция) — архиерей Константинопольского Патриархата, управляющий Гонконгской митрополией (с 20 января 2008 года)

## Биография
Родился в 1969 году в Полийиро (Πολύγυρο Λωδώνης Ιωαννίνων) на севере Греции.
Окончил высшую церковную школу в Афинах, а затем Богословский факультет Афинского университета, а также курсы по структуре и организация Европейского союза, управления программами Европейского Союза, компьютерных наук и новых технологий.
В 1990 году был рукоположён в сан диакона. Служил на приходах Благовещения Пресвятой Богородицы, Святых бессребреников и Святой Софии в Пирейской митрополии.
В 1995 году рукоположён в сан иерея, после чего служил проповедником в Пирейской митрополии, настоятелем прихода Животворящего Источника, секретарём молодёжной организации митрополии. Возглавлял радиопрограмму Peiraiki Ecclesia 91.2FM, а также работал заместителем редактора церковного журнала Peiraiki Ecclesia.
В 2001 году перешёл в Самосскую митрополию, где служил членом Духовного суда, настоятелем собора святителя Николая в Самосе и настоятелем монастыря Панагия Врондиани.
Неоднократно представлял митрополии Пирея и Самоса на молодёжных конференциях, семинарах по культам и новым религиозным движениям, а также форумах, посвящённых роли религии в современной Европе.
9 января 2008 года решением Священного Синода Константинопольской Православной Церкви архимандрит Нектарий был избран митрополитом Гонконгским с поручением временно управлять Сингапурской митрополией.
20 января 2008 года в Патриаршем Георгиевском соборе в Стамбуле состоялась его хиротония во епископа Гонконгского. Хиротонию совершили: митрополит Самосский Евсевий (Пистолис), митрополит Сасимский Геннадий (Лимурис) и митрополит Димитриадский Игнатий (Георгакопулос).
1 марта 2008 года в Каноссийском католическом храме, расположенном на 34-36 Caine Road, состоялся чин его интронизации на кафедре Гонконгской митрополии. Каносийский католический храм бы выбран потому, что собственный кафедральный храм святого Луки, расположенный в съёмных помещениях, не смог бы вместить всех желающих. Интронизацию возглавил митрополит Мексиканский Афинагор (Анастасиадис), представлявший Патриарха Варфоломея. В церемонии интронизации также приняли участие викарий Корейской митрополии епископ Амвросий (Зографос), настоятель прихода Русской православной церкви в Гонконге протоиерей Дионисий Поздняев, несколько греческих православных священников из-за рубежа.
3 ноября 2011 года освобождён от временного управления Сингапурской митрополией, на которую решением Синода Константинопольского Патриархата был избран его родной брат — митрополит Константин (Цилис).

## Юрисдикционные конфликты
Исходя из распространённой в Константинопольском патриархате идеи, что вся православная диаспора должна подчиняться исключительно Константинопольскому Патриархату, претендовал на монопольное подчинение себе всех православных приходов на территории возглавляемой им епархии, в связи с чем вступал в конфликтные отношения с другими поместными православными церквами, действующими в этом регионе.
Начало служения митрополита Нектария в юго-восточной Азии совпало с ухудшением отношений между Московским и Константинопольским Патриархатами в связи с перешедшем в РПЦЗ из Константинопольского Патриархата архимандрита Даниила (Бьянторо) в конце 2007 года. С другой стороны, ответа на направленное архимандритом Даниилом в адрес Константинопольского Патриарха обращение о выдаче ему отпускной грамоты не поступило. Вместо этого новоназначенный митрополит Гонконгский Нектарий несколько раз призывал архимандрита Даниила посетить Гонконг как клирика Константинопольского Патриархата и урегулировать свои отношения с ним, как новым правящим архиереем. Не дождавшись ответа, он направил архимандриту Даниилу вызов в церковный суд.
В 2008 году резко осудил открытие на Филиппинах приходов Антиохийского Патриархата и отлучил от причастия всех мирян, которые перешли из Константинопольского Патриархата в Антиохийский и запретил своим клирикам и прихожанам общаться с антиохийскими.
Митрополит Австралийский и Новозеландский Павел (Салиба) в ответ на это в одной из публичных речей заявил: «В образованных кругах хорошо известно, что патриарх Константинопольский не имеет того же положения в церковной иерархии Православной Церкви, какое занимает епископ Римский в Католической церкви. Константинопольский патриарх не есть папа Римский на Востоке. Еще в образованных православных кругах хорошо известно, что в прошлом были случаи, когда Константинопольские патриархи на Вселенских и других Поместных соборах были признаны еретиками… Константинопольский патриарх не является голосом Православия и не может устанавливать стандарты в Православии. Архиепископ или митрополит, подчиняющийся Константинопольскому Священному Синоду, ещё менее может претендовать на главенство над епископами и архиепископами других Поместных Церквей. На протяжении последних ста лет всем хорошо известно, что Антиохийский Патриархат и его епархии по всему миру получают указания от Священного Синода Антиохийского Патриархата и ни от кого другого. Мы не вмешиваемся во внутренние дела других юрисдикций. В то же время мы не допускаем от кого бы то ни было из других юрисдикций советов о том, что нам делать».
1 июня 2013 года в своей энциклике объявил клириков Русской православной церкви Кирилла Шкрабуля и Серафима Уильяма Дэвинсона, основавших на острове Тайвань приход Московского патриархата, в том, что они создали «раскольническую „церковь“, так называемую „Тайваньскую православную церковь“, и, таким образом, они отлучили себя и отказались от православной церкви — Единой, Святой, Соборной и Апостольской Церкви <…> они не имеют права называть себя „православными христианами“ и участвовать в Святых и Священных Таинствах Православной Церкви».
17 марта 2015 году митрополит Нектарий издал энциклику, в извещал свою паству о том, что прибывший на Филиппины клирик Русской православной церкви иеромонах Силуан (Томпсон) «не признан православным митрополитом Гонконга и Юго-Восточной Азии как канонический православный священнослужитель. Любое священнодействие, которое он совершит, не может быть признано действительным. <…> Остерегайтесь тех, кто приезжает к вам и проповедует и служит Божественную Литургию без наличия моего письменного разрешения и благословения». В деятельности иеромонаха Силуана иерарх Константинопольского Патриархата усмотрел «вирус этнофилетизма».
6 августа 2015 года распространил обращение, в котором обвинил епископа Канберрского Георгия (Шейфера), в том, что тот рукоположил в священный сан Филиппа (Балингита), которого Нектарий отлучил от церковного общения после принятия им монашества в РПЦЗ: «Его „рукоположение“ епископом Канберры мы расцениваем как оскорбление и акт вмешательства во внутренние дела православной митрополии Гонконга и Юго-Восточной Азии. Это действие нарушает священные каноны. <…> Филипп Балингит не признается православной митрополией Гонконга и Юго-Восточной Азии каноническим православным священнослужителем. Любые священнодействия, которые он совершит, не признаются действительными».
По мнению священнослужителя протоиерея Дионисия Поздняева: «Будучи назначенным митрополитом Гонконга и Юго-Восточной Азии, он претендует на духовное и каноническое лидерство в пределах указанной митрополии. Однако Константинопольский Патриархат, к сожалению, игнорирует реалии, исторически сложившиеся в Азии. Здесь, помимо недавно возникших приходов Константинопольского патриархата, довольно давно присутствуют приходы Русской православной церкви и, с недавнего времени — Антиохийского патриархата <…> Константинополь принёс в Азию проблему параллельных юрисдикций, и теперь просто делает вид, что других юрисдикций здесь нет вообще».